# 연애탐정 셜록K
《연애탐정 셜록K》는 네이버 TV에서 2015년 11월 11일부터 2015년 11월 20일까지 공개된 웹 드라마이다. 지상파로는 KBS 1TV에서 2015년 11월 20일 심야 25시(11월 21일 오전 1시)에 방송되었다. 2016년 1월 10일에는 DVD 형태로 일본에서 발매된다.

## 방송 시간
| 구분     | 방송 기간                           | 방송 시간                 |
| -------- | ----------------------------------- | ------------------------- |
| TV캐스트 | 2015년 11월 11일 ~ 2015년 11월 20일 | 매일 월 ~ 금요일 오후 2시 |
| KBS 1TV  | 2015년 11월 20일                    | 금요일 밤 1시             |

## 등장인물

### 주요 인물
- 남보라 : 셜록K 역 - 연애 심리 프로파일러, 남장여자인 상태로 의뢰 받음.
- 박민우 : 도민우 역 - 재벌 2세
- 진영 : 금강산 역 - 셜록K의 조수
- 윤보미 : 유나 역 - 안하무인 톱스타

### 그 외
- 박진주 : 진주 역 - 바리스타, 전직 해커
- 조용근 : 장비서 역 - 도민우의 비서
- 김률 : 박 기자 역 - 파파라치 기자
- 정시현 : 매니저 역 - 유나의 매니저
- 김부현 : 중년 남자 역
- 염시윤 : 의뢰녀 1 역
- 김지연 : 시민녀 1 역
- 정은성 : 시민녀 2 역
- 이선경 : 여자 1 역
- 이나연 : 여고생 역
- 김형준 : 커플남 역
- 엄지은 : 커플녀 역
- 이동진 : 의사 역
- 박서연 : 셜록K의 어머니 역
- 임승규 : 생수배달부 역
- 이현정 : 식당녀 역
- 박선 : 민우의 어머니 역
- 이시우 : 어린 민우 역
- 허동원 : 김 피디 역

### 특별출연
- 이경애
- 강성용

## 방영 목록
| 회차 | 업로드 일자      | 부제                         | 런닝 타임 |
| ---- | ---------------- | ---------------------------- | --------- |
| 1회  | 2015년 11월 11일 | 거짓말을 읽는 남자           | 10:25     |
| 2회  | 2015년 11월 12일 | 왜 아무것도 읽혀지지가 않지? | 11:27     |
| 3회  | 2015년 11월 13일 | 그 여자 내가 조사하지!       | 10:16     |
| 4회  | 2015년 11월 14일 | 뭐야, 이 여자...엄..마?      | 9:56      |
| 5회  | 2015년 11월 15일 | 이제부터 시작이야!           | 9:30      |
| 6회  | 2015년 11월 16일 | 최면에 걸렸어!               | 10:16     |
| 7회  | 2015년 11월 17일 | 내꺼 내가 지킬 거야          | 11:20     |
| 8회  | 2015년 11월 18일 | 셜록K....여자?               | 11:59     |
| 9회  | 2015년 11월 19일 | 모두 행복하게 살았습니...까? | 11:04     |
| 10회 | 2015년 11월 20일 | 연애탐정셜록K 진짜 속이야기  | 14:20     |